# كأس الخليج العربي 16
أقيمت بطولة كأس الخليج السادسة عشر في دولة الكويت، من تاريخ 26 ديسمبر 2003 إلى 11 يناير 2004، وتعد هذه الدورة هي الدورة الأولى التي تقام بين عامين، حيث بدأت الدورة في أواخر سنه 2003 وانتهت في أوائل سنه 2004، وقد شارك منتخب اليمن لكرة القدم للمرة الأولى في دورات كأس الخليج، وأقيمت جميع المباريات على استاد نادي الكويت.
و قد فاز بلقب هذه الدورة منتخب السعودية لكرة القدم، وحصل اللاعب البحريني طلال يوسف على لقب هداف الدورة برصيد خمسة أهداف، ونال البحريني محمد سالمين جائزة أفضل لاعب في البطولة، بينما حصل الحارس العماني علي الحبسي على جائزة أفضل حارس في البطولة.

## الفرق المشاركة
- الكويت (الدولة المستضيفة)
- السعودية (حامل اللقب)
- البحرين
- الإمارات العربية المتحدة
- عمان
- قطر
- اليمن

## المباريات
| الكويت | 0:0 | عمان |
| ------ | --- | ---- |
|        |     |      |

.
| السعودية                       | 0:2 | الإمارات |
| ------------------------------ | --- | -------- |
| محمد الشلهوب ضربة جزاء رضا تكر |     |          |

.
| قطر | 0:0 | البحرين |
| --- | --- | ------- |
|     |     |         |

.
| عمان      | 1:1 | اليمن     |
| --------- | --- | --------- |
| فوزي بشير |     | شادي جمال |

.
| الإمارات                  | 0:2 | الكويت |
| ------------------------- | --- | ------ |
| سلطان راشد محمد راشد سرور |     |        |

.
| السعودية | 0:0 | قطر |
| -------- | --- | --- |
|          |     |     |

.
| البحرين                                                          | 1:5 | اليمن                  |
| ---------------------------------------------------------------- | --- | ---------------------- |
| محمد سالمين علاء حبيل طلال يوسف ضربة جزاء علاء حبيل راشد الدوسري |     | عادل السالمي ضربة جزاء |

.
| عمان                 | 0:2 | الإمارات |
| -------------------- | --- | -------- |
| أحمد مبارك هاشم صالح |     |          |

.
| السعودية     | 0:1 | البحرين |
| ------------ | --- | ------- |
| إبراهيم سويد |     |         |

.
| الكويت                                                         | 0:4 | اليمن |
| -------------------------------------------------------------- | --- | ----- |
| خالد عبد القدوس بشار عبد الله ضربة جزاء بدر المطوع خلف السلامة |     |       |

.
| البحرين     | 0:1 | عمان |
| ----------- | --- | ---- |
| محمد سالمين |     |      |

.
| الإمارات | 0:0 | قطر |
| -------- | --- | --- |
|          |     |     |

.
| الكويت          | 1:1 | السعودية     |
| --------------- | --- | ------------ |
| خالد عبد القدوس |     | محمد الشلهوب |

.
| قطر                                      | 0:3 | اليمن |
| ---------------------------------------- | --- | ----- |
| مبارك مصطفى مشعل عبد الله إبراهيم سالمين |     |       |

.
| السعودية               | 1:2 | عمان         |
| ---------------------- | --- | ------------ |
| محمد نور ياسر القحطاني |     | عماد الحوسني |

.
| البحرين              | 1:3 | الإمارات  |
| -------------------- | --- | --------- |
| صالح فرحان طلال يوسف |     | فيصل خليل |

.
| قطر                       | 1:2 | الكويت        |
| ------------------------- | --- | ------------- |
| عبد الله كوني مبارك مصطفى |     | بشار عبد الله |

.
| السعودية      | 0:2 | اليمن |
| ------------- | --- | ----- |
| ياسر القحطاني |     |       |

.
| البحرين                                   | 0:4 | الكويت |
| ----------------------------------------- | --- | ------ |
| طلال يوسف علاء حبيل محمد سالمين طلال يوسف |     |        |

.
| الإمارات                             | 0:3 | اليمن |
| ------------------------------------ | --- | ----- |
| محمد عمر موسى البلوشي محمد راشد سرور |     |       |

.
| عمان                            | 0:2 | قطر |
| ------------------------------- | --- | --- |
| فوزي بشير ضربة جزاء بدر الميمني |     |     |

.

## الهداف
خمسة أهداف
- طلال يوسف

ثلاثة أهداف
- ياسر القحطاني
- علاء حبيل
- محمد سالمين

هدفين
- خالد عبد القدوس
- محمد الشلهوب
- بشار عبد الله
- مبارك مصطفى
- محمد راشد سرور
- فوزي بشير

هدف واحد
- رضا تكر
- شادي جمال
- سلطان راشد
- راشد الدوسري
- عادل السالمي
- أحمد مبارك
- هاشم صالح
- إبراهيم سويد
- خلف السلامة
- بدر المطوع
- مشعل عبد الله
- إبراهيم سالمين
- محمد نور
- عماد الحوسني
- صالح فرحان
- فيصل خليل
- عبد الله كوني
- محمد عمر
- موسى البلوشي
- بدر الميمني

## المصدر
- الموقع الرسمي لكأس الخليج  نسخة محفوظة 5 فبراير 2018 على موقع واي باك مشين.